# カノーパス級戦列艦
カノーパス級戦列艦(Canopus class ships of the line)はイギリス海軍の80ないし84門2等戦列艦。設計は捕獲したフランス艦フランクリンを拡大したもので、フランクリンのイギリス海軍名がカノーパスであるのでこのように呼ばれる。フォーミダブル級と呼ばれることもある。

## 同型艦
| 艦名               | 造船所       | 発注          | 進水           | その後     |
| ------------------ | ------------ | ------------- | -------------- | ---------- |
| ガンジス(en)       | ボンベイ     | 1816年6月4日  | 1821年11月10日 | 1929年売却 |
| アジア(en)         | ボンベイ     | 1819年4月22日 | 1824年1月19日  | 1908年売却 |
| ヴェンジャンス(en) | ペンブローク | 1817年1月23日 | 1824年7月27日  | 1897年売却 |
| フォーミダブル(en) | チャタム     | 1815年5月8日  | 1825年5月19日  | 1906年売却 |
| パワフル(en)       | チャタム     | 1817年1月23日 | 1826年6月21日  | 1864年解体 |
| クラレンス(en)     | ペンブローク | 1819年5月27日 | 1827年7月25日  | 1884年焼損 |
| ボンベイ(en)       | ボンベイ     | 1825年1月26日 | 1828年2月17日  | 1864年焼損 |
| サンダラー(en)     | ウリッジ     | 1817年1月22日 | 1831年9月22日  | 1901年売却 |
| モナーク(en)       | チャタム     | 1817年7月23日 | 1832年12月18日 | 1866年解体 |